# Plantes des Îles de l'Afrique Australe
Plantes des Îles de l'Afrique Australe (abreviado Pl. Iles Afriq. Austral.) es un libro con ilustraciones y descripciones botánicas que fue escrito por el botánico francés Louis Marie Aubert Du Petit-Thouars y publicado en París en el año 1804.